# Warburgia
Warburgia – rodzaj roślin z rodziny kanellowatych. Obejmuje cztery gatunki. Rośliny te występują we wschodniej Afryce od Etiopii na północy do KwaZulu-Natal na południu. 
W. salutaris ma szereg zastosowań – pozyskiwana z niego żywica służy do naprawy i zabezpieczania elementów drewnianych, kora wykorzystywana jest leczniczo jako lek przeciwmalaryczny i przeczyszczający, liście stosowane są jako przyprawa, roślina zawiera też seskwiterpeny odstraszające owady roślinożerne, wykorzystywane przy gradacjach szkodników upraw. Podobnie jako przyprawy używa się także liści W. ugandensis i wykorzystuje się żywicę. Cenione jako surowiec jest drewno gatunku W. stuhlmannii.

## Morfologia
PokrójDrzewa o nagich pędach.
LiścieSkrętoległe, pojedyncze, całobrzegie, bez przylistków.
KwiatyWyrastają pojedynczo lub zebrane po kilka w zredukowanych gronach wyrastających w kątach liści. Kielich z trzema działkami. Korona kwiatu z 10 płatkami wyrastającymi w dwóch okółkach, przy czym płatki zewnętrznego okółka są większe i grubsze od wewnętrznych. Pręcików 10. Zalążnia elipsoidalna, zawierająca 10–30 zalążków.
OwoceKuliste do elipsoidalnych jagody o długości do 3 cm.

## Systematyka
Pozycja systematyczna
Rodzaj z rodziny kanellowatych Canellaceae.
Wykaz gatunków
- Warburgia elongata Verdc.
- Warburgia salutaris (G.Bertol.) Chiov.
- Warburgia stuhlmannii Engl.
- Warburgia ugandensis Sprague